# Ponce-Denis Écouchard-Lebrun
Ponce-Denis Écouchard-Lebrun (ur. 11 sierpnia 1729 w Paryżu, zm. 31 sierpnia 1807 tamże) – francuski poeta.

## Życiorys
Urodził się w Paryżu, w domu księcia Conti, którego służacym był jego ojciec. Został uczniem Louisa Racina. W 1775 r. opublikował Ode sur les désastres de Lisbon. W 1759 r. poślubił Marie Anne de Surcourt. Podczas pierwszych lat małżeństwa napisał poemat Nature. W 1794 r. jego żona wytoczyła mu proces o seperację, w czym wsparły ją matka oraz siostra poety.
Był secrétaire des commandements księcia Conti, lecz z powodu śmierci swojego patrona został pozbawiony stanowiska. Bankructwo księcia Guémené spowodowało utratę majątku poety. W tym okresie napisał m.in. Veillées des Muses oraz odę Ode à Georges-Louis Leclerc, Comte de Buffon, która była skierowana do de Buffona.
20 listopada 1795 r. został członkiem Instytutu Francji, a w 1803 r. – Akademii Francuskiej.
Był zależny od pensji rządowych, z czasem zmienił swoje poglądy polityczne. Mieszkał w Luwrze. Początkowo w swoich dziełach wychwalał króla i królową, lecz potem ich atakował. W odzie Ode nationale contre Angleterre wychwalał Napoleona. Przez swoich przyjaciół był ironicznie nazywany Lebrun-Pindare.

## Twórczość
Napisał 140 od (za najsłynniejszą uważa się Le Vengeur) oraz sześćset epigramatów oraz elegii.
Jego ody były krytykowane przez Jeana-François de La Harpe.